# Ștefan Vodă
Ștefan Vodă es una ciudad de la República de Moldavia, capital del distrito homónimo en el sureste del país.
En 2004 tiene 7768 habitantes, el 83,08% étnicamente moldavos-rumanos, el 7,71% rusos y el 7,13% ucranianos. Es la localidad más poblada del distrito.
Aunque aparece ya en mapas de la zona de Akkerman de finales del siglo XIX con el nombre de Chizil, la actual localidad se crea a partir de la colonia alemana de Kizil a principios de siglo XX. Posteriormente cambió el nombre a Biruința y Suvorov (este último en honor a Aleksandr Suvórov). En 1990 adoptó su actual nombre. La localidad estuvo poblada por alemanes hasta la Segunda Guerra Mundial, tras lo cual se obligó a la población local a emigrar y se convirtió en un despoblado, siendo más tarde rehabilitado como sovjós en la era soviética.
Se ubica sobre la carretera R30, a medio camino entre Chisináu y Odesa.